# Niklas Nyhlen
Niclas Larsson-Nyhlén (Malmö, 21 marzo 1966) è un ex calciatore svedese, di ruolo centrocampista.

## Palmarès
- Campionato svedese: 3

Malmö: 1987, 1988, 1989
- Campionato cinese: 1

Dalian Wanda: 1997